# Kelly Buchberger
Kelly Michael Buchberger, född 2 december 1966, är en kanadensisk före detta professionell ishockeyspelare som spelade 18 säsonger i den nordamerikanska ishockeyligan National Hockey League (NHL), där han spelade för ishockeyorganisationerna Edmonton Oilers, Atlanta Thrashers, Los Angeles Kings, Phoenix Coyotes och Pittsburgh Penguins. Han producerade 309 poäng (105 mål och 204 assists) samt drog på sig 2 297 utvisningsminuter på 1 182 grundspelsmatcher.
Han draftades i nionde rundan i 1985 års draft av Edmonton Oilers som 188:e spelare totalt.
Buchberger är tvåfaldig Stanley Cup–mästare, där båda två bärgades med NHL–dynastin Oilers (1986–1987 & 1989–1990).
Efter den aktiva spelarkarriären var han assisterande tränare för AHL–laget Edmonton Road Runners mellan 2004 och 2005. Under 2006 hörde Oilers av sig och erbjöd honom att bli spelarutvecklingscoach för deras NHL-lag, vilket han accepterade. Ett år senare fick han jobb som tränare för Springfield Falcons i AHL. Med honom vid rodret spelade de sin bästa ishockey på fem säsonger och det ledde till 35 vinster och en förbättring med 21 poäng från föregående säsong. Oilers hörde av sig igen och erbjöd honom att jobba som assisterande tränare för laget, vilket han sa ja till.